# Madeleine Nottes

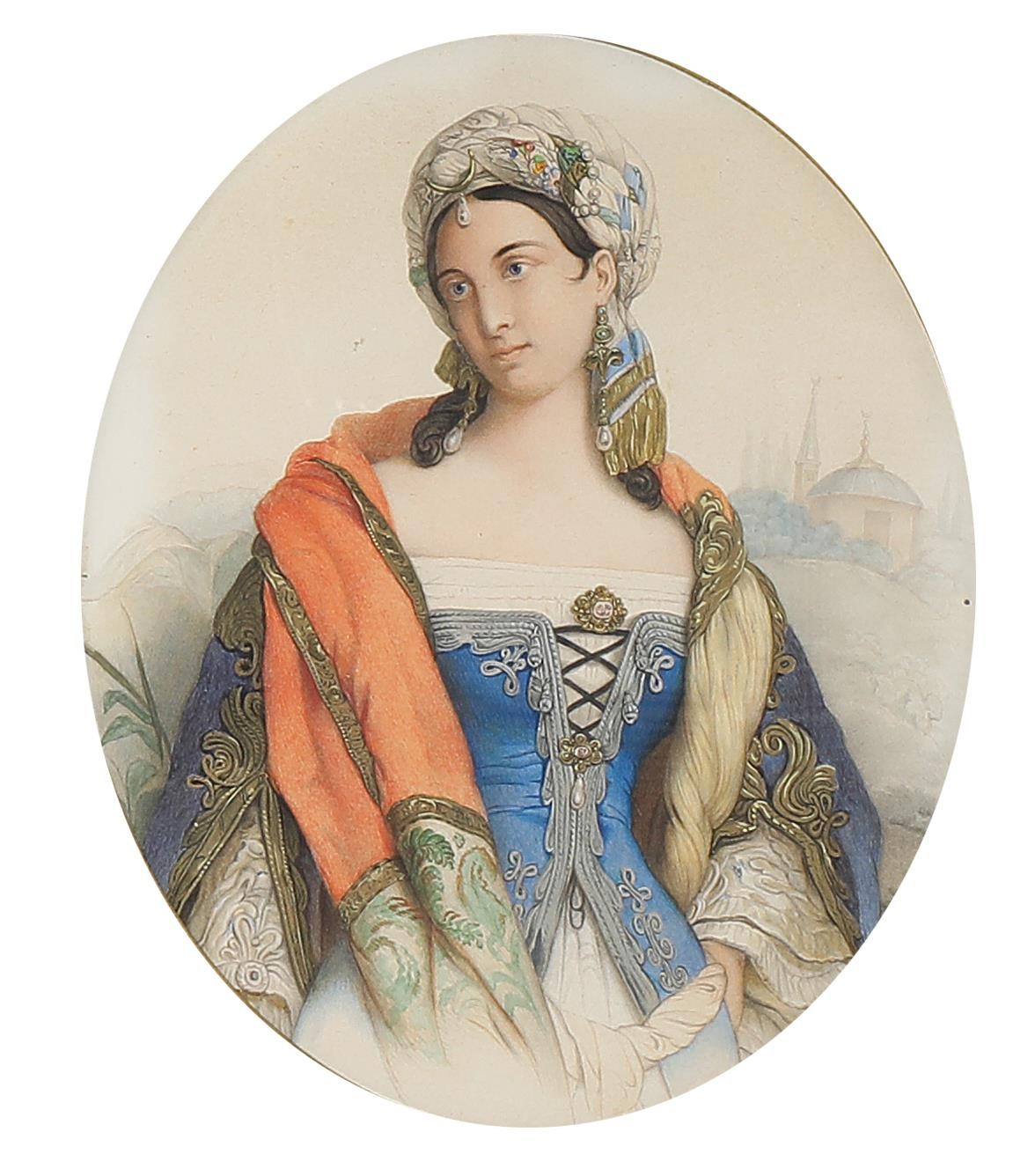
Madeleine Nottes 1848 als Recha in Elias Lévys Oper La Juive;
Aquarell von Carl Heinrich Steffens

Madeleine Nottes, auch: Magdalene Kratochwill und Namensvarianten, (geboren 4. April 1823 in Wien; gestorben 5. Mai 1861 in Hannover) war eine österreichische Opern- und Kammersängerin. Sie galt als eine der besten Primadonnen ihrer Zeit.

## Leben
Aus einer ursprünglich aus Griechenland gebürtigen Familie wurde Madeleine Nottes 1823 als Tochter eines in Wien tätigen k.k. Schulbeamten geboren. Gegen den anfänglichen Willen ihrer Eltern setzte sie sich für ihre künstlerische Ausbildung ein. Ihre Gesangsausbildung durchlief sie am Wiener Konservatorium erst bei Weiß, dann bei der Lehrerin Czucca und schließlich bei dem Gesangspädagogen Giovanni Gentiluomo, durch den sie im Alter von 17 Jahren ein Engagement am Wiener Hofoperntheater erhielt. In ihren ersten Rollen sang sie die Hedwig in Rossinis Guillaume Tell, die Clotilde in  Bellinis Norma sowie eine der Dorfsängerinnen in Fioravantis komischer Oper Le cantatrici villane. Ab der sogenannten „italienischen Saison“ 1842 trat sie erstmals mit „den ersten Gesangsgrößen Italiens“ in Wien auf.
1844 heiratete Nottes den „Actuar und Magistrats-Conceptsbeamten Kratochwill“, setzte ihre Bühnenkarriere jedoch fort und nannte sich seitdem nicht mehr Fräulein, sondern Frau Nottes. Ebenfalls 1844 und bis 1846 trat sie an der „deutschen Oper“ neben Jenny Lutzer und Maria Wilhelmine van Hasselt-Barth auf, übernahm Rollen wie die der Donna Elvira in Mozarts Don Juan oder der Adalgisa in der Norma.

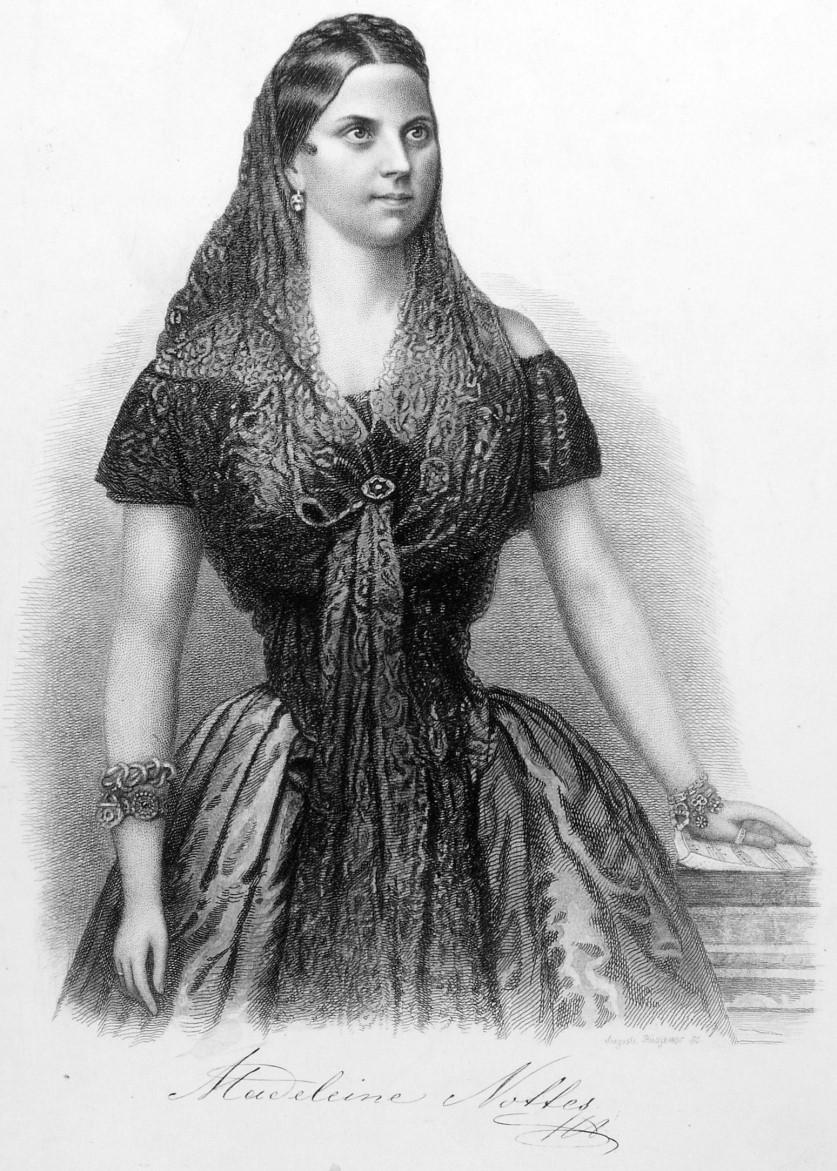
Stahlstich mit dem Bildnis Nottes’
circa 1850er Jahre von Auguste Hüssener

Mit Empfehlung des Wiener Theaterdirektors Franz Ignaz von Holbein ging Nottes 1846 nach Hannover, wo sie im Schlossopernhaus in den Rollen von Donizettis Lucrezia Borgia, der Valentine in Meyerbeers Hugenotten und der Donna Anna in Dargomyschskis Der steinerne Gast so großen Beifall fand, dass sie lebenslänglich mit der höchsten je im Königreich Hannover gezahlten Gage für eine Primadonna engagiert wurde.
Nach der Rückkehr von einem ihrer Gastspiele – darunter in Wien, Hamburg, Prag und London – wurde „Frau Nottes“, die unterdessen in dem von Laves in Hannover neu erbauten Königlichen Hoftheater unter Heinrich Marschner, später unter Joseph Joachim auftrat, von König Georg V. zur Kammersängerin ernannt; eine Ehre, die erstmals einer Künstlerin durch den Hannoverschen Hof erteilt wurde.
Nach rund 14 Jahren in der Residenzstadt Hannover, in der sie den frühen Tod ihres Gatten verkraften musste, verabschiedete sich Nottes aufgrund ihrer angegriffenen Gesundheit im Alter von nur 37 Jahren von der Bühne: Mit einem vom König gewährten Benefiz spielte sie letztmals eine ihrer Glanzrollen, die Valentine in den Hugenotten.

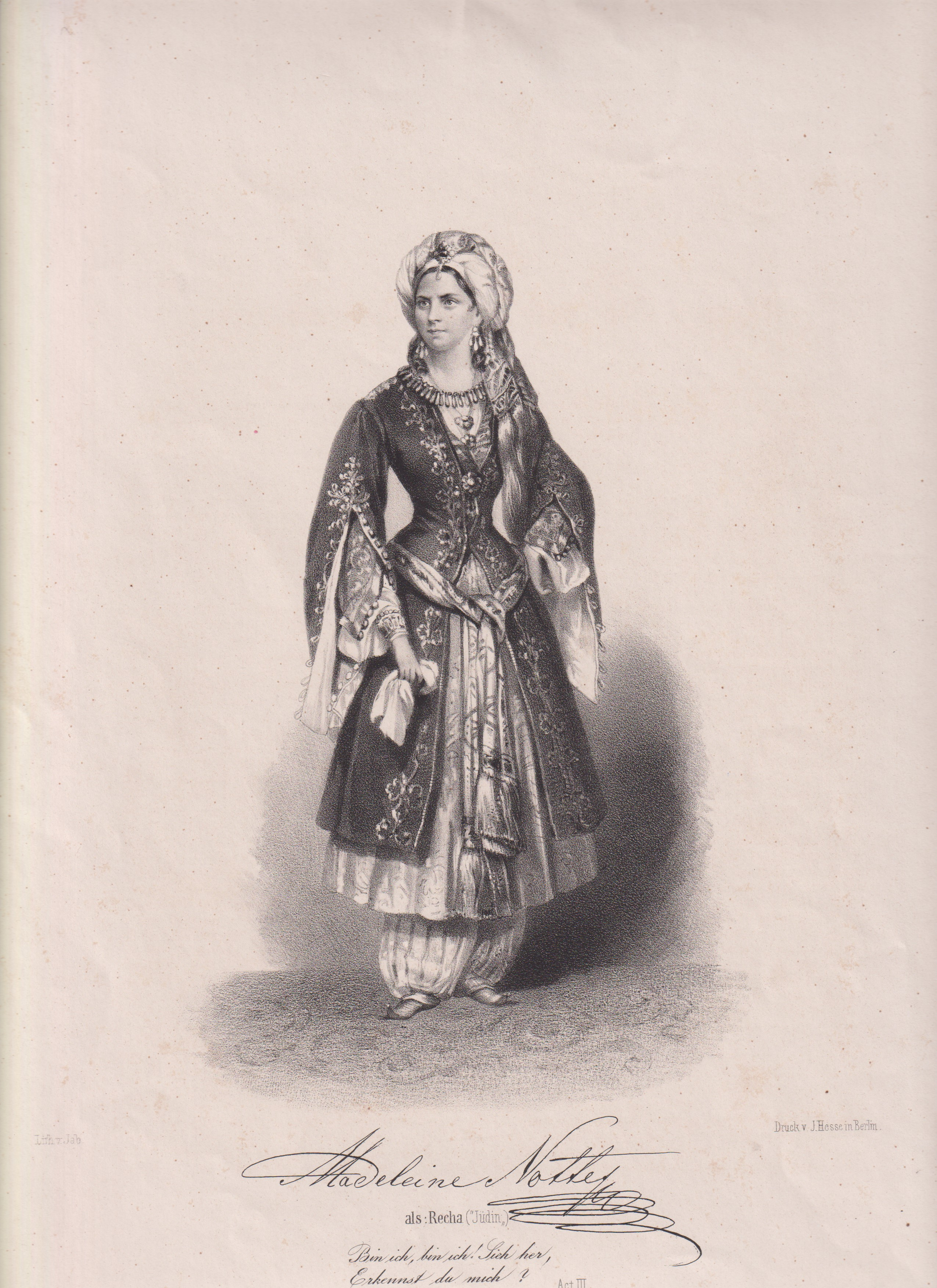
Nottes als Recha in Fromental Halévys Oper Die Jüdin;
1858 erschienene Lithografie von Wilhelm Jab; Jüdisches Museum der Schweiz

Nur wenige Monate nach ihrem Rückzug ins Privatleben starb Madeleine Nottes am 5. Mai 1861 in Hannover. Ein Bildnis als Recha oder Rachel in Die Jüdin fand Aufnahme in dem im selben Jahr bei Payne erschienenen Pracht-Album für Theater und Musik. Die Königlich Hannoversche Hof- und Kammersängerin a. D. war zuletzt als Madelaine Nottes in der Bel Etage am Theaterplatz 6 verzeichnet.